# 约阿希姆·冯·科茨弗莱施
约阿希姆·奥托·奥古斯特·阿哈提乌斯·冯·科茨弗莱施（Joachim Otto August Achatius von Kortzfleisch，1890年1月3日－1945年4月20日）是一位纳粹德国德意志國防軍将领，曾担任第3军区司令，在平息7月20日密谋案的过程中发挥了一定作用，而政变领袖之一克勞斯·馮·施陶芬貝格就是科茨弗莱施的远房表弟。

## 生平
科茨弗莱施生在不伦瑞克公国都城不伦瑞克的一个西發里亞贵族家庭，其父古斯塔夫·冯·科茨弗莱施（Gustav von Kortzfleisch，1854-1910年）是一位普魯士陆军少将。科茨弗莱施于1907年入伍，在第一次世界大战期间服役于一个机枪营，之后在威瑪防衛軍中晋升为军官，到1937年已官至少将。第二次世界大战爆发时，他军衔为中将，任第1步兵師师长，于1940年9月1日获颁騎士鐵十字勳章，当时他担任第11军军长。

## 7月20日密謀案
1944年7月20日，身为第3军区司令，科茨弗莱施接到弗里德里希·弗洛姆的传唤，前往本德勒大樓。抵达后，情况令他甚是困惑，弗洛姆已失去指挥权，路德维希·贝克成了最高长官。主要密谋者弗里德里希·奥尔布里希特将军按照女武神行動计划发布命令，科茨弗莱施大怒，拒不从命，不停地高呼“元首没死”，还援引了希特勒誓词。接着，他被政变者逮捕，被看守起来，但他依然表示自己只是个军人，不愿参与政变，只想在回家之后除一除花园里的杂草。
事后，科茨弗莱施得知政变领导人之一竟是自己的远房表弟克劳斯·冯·施陶芬贝格，大为震惊，他前一年还和这位表弟一起参加了一场婚礼。

## 死亡
1945年3月，科茨弗莱施正在B集團軍群司令、元帅瓦尔特·莫德尔麾下指挥。后来，他和一小群士兵试图穿越對方战线，抵达巴特贝勒堡，结果在施马伦贝格撞见了美国陆军第737坦克营的一支巡逻队。
科茨弗莱施被美军士兵包围，美国人叫他举起双手，他拒不服从，结果被一名美军士兵当即射中胸部身亡。